# Armas Wahlstedt

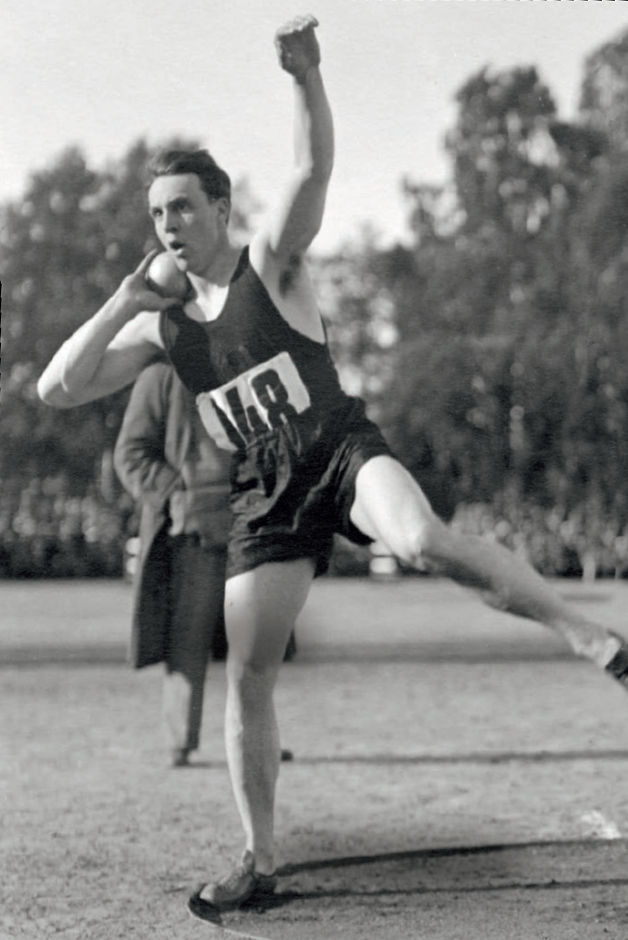
Armas Wahlstedt, 1928

Armas Wahlstedt (Armas Ilmari Wahlstedt, später Valste; * 7. August 1905 in Turku; † 16. März 1991 in Portimão, Portugal) war ein finnischer Kugelstoßer, Hochspringer und Zehnkämpfer.
Bei den Olympischen Spielen 1928 wurde er Fünfter im Kugelstoßen. Im Hochsprung gelang ihm in der Qualifikation kein gültiger Versuch, und im Zehnkampf gab er nach der zweiten Disziplin auf.
Sechsmal wurde er Finnischer Meister im Kugelstoßen (1927–1932) und viermal im Hochsprung (1925–1927, 1929).

## Persönliche Bestleistungen
- Hochsprung: 1,90 m, 23. August 1925, Suonenjoki
- Kugelstoßen: 15,66 m, 3. August 1929, Viipuri